# Ashville (Pennsilvània)
Ashville és una població dels Estats Units a l'estat de Pennsilvània. Segons el cens del 2000 tenia 279 habitants.

## Demografia
Segons el cens del 2000, Ashville tenia 279 habitants, 119 habitatges, i 79 famílies. La densitat de població era de 598,5 habitants per quilòmetre quadrat.
Dels 119 habitatges en un 27,7% hi vivien nens de menys de 18 anys, en un 47,9% hi vivien parelles casades, en un 10,1% dones solteres, i en un 33,6% no eren unitats familiars. En el 32,8% dels habitatges hi vivien persones soles el 14,3% de les quals corresponia a persones de 65 anys o més que vivien soles. El nombre mitjà de persones vivint en cada habitatge era de 2,34 i el nombre mitjà de persones que vivien en cada família era de 2,87.
Per edats la població es repartia de la següent manera: un 21,9% tenia menys de 18 anys, un 7,9% entre 18 i 24, un 28,3% entre 25 i 44, un 19% de 45 a 60 i un 22,9% 65 anys o més.
L'edat mediana era de 38 anys. Per cada 100 dones de 18 o més anys hi havia 92,9 homes.
La renda mediana per habitatge era de 21.875 $ i la renda mediana per família de 31.250 $. Els homes tenien una renda mediana de 27.000 $ mentre que les dones 15.694 $. La renda per capita de la població era de 12.640 $. Entorn de l'11,8% de les famílies i el 12,3% de la població estaven per davall del llindar de pobresa.

## Poblacions més properes
El següent diagrama mostra les poblacions més properes.